# رودنیکی، اوبلاست ایوانوف
شهر رودنیکی، اوبلاست ایوانوف (به روسی: Родники) در کشور روسیه و در اوبلاست ایوانوف واقع شده‌است.